# 日本ESD学会
日本ESD学会（にほんいーえすでぃーがっかい、英語：The Japanese Society of Education for Sustainable Development）とは、ESD（持続可能な開発のための教育）に関する理論的・実践的研究や実践の深化・発展を図り、持続可能な社会の構築に資することを目的とする日本の学会である。

## 歴史
- 2015年7月4日 - ユネスコパートナーシップ事業「教員研修プログラムの在り方に関する調査研究」の検討会が奈良教育大学で開催された際、設立に向けた意見交換の場がもたれる[1]。
- 2016年
  - 5月14日 - 設立に向けた第1回意見交換会が奈良教育大学でおこなわれる[1]。
  - 7月16日 - 設立に向けた第2回意見交換会が宮城教育大学でおこなわれる[1]。
  - 7月16日 - 設立に向けた第3回意見交換会および設立準備会が立教大学でおこなわれる[1]。
- 2017年4月29日 - 設立[2]。

## 会員
- 正会員：年会費5000円。会誌および印刷物等の配布を受けること、年次大会における発表および会誌に投稿すること、会長、評議員および会計監査の選挙権と被選挙権を有すること、総会に参加することができる。
- 学生会員：年会費3000円。大学院生以下の者。
- 団体会員：会の目的および事業に賛同する団体（学校、NPO/NGO法人、地方自治体等）。
- 賛助会員：会の目的および事業に賛同して賛助する個人、団体および法人。

## 学術大会
年次大会、地方研究会等が行われている。

### 過去の大会
| 大会名            | 開催年月   | 開催地                             |
| ----------------- | ---------- | ---------------------------------- |
| 第1回大会         | 2018年8月  | 奈良教育大学（奈良県奈良市）       |
| 第2回大会         | 2019年8月  | 宮城教育大学（宮城県仙台市青葉区） |
| 第3回大会         | 2021年2月  | オンライン                         |
| 第4回大会         | 2022年2月  | オンライン                         |
| 第5回大会         | 2022年11月 | オンライン                         |
| 第6回大会         | 2023年8月  | 星陵会館（東京都千代田区）         |
| 第7回大会         | 2024年8月  | 星陵会館（東京都千代田区）         |
| 第8回大会（予定） | 2025年8月  | 愛媛大学（愛媛県松山市）           |

## 出版物
機関誌として、『ESD研究』を発行している。

## 運営組織

### 役員
第５期役員（任期は2024年度総会〜2026年度総会）
- 会長： 市瀬智紀
- 副会長： 岩本渉、佐藤真久
- 理事： 鈴木克徳（総務）、河本大地（渉外・広報）、藤原一弘（行事・企画）、河野晋也（編集）、大島順子（会計）、浅井孝司（国際）
- 会計監査： 辰野まどか、飯田貴也
- 事務局長： 鈴木里佳子
- 評議員：浅井孝司、新宮済、岩本渉、及川幸彦、大島順子、大西浩明、河野晋也、加藤久雄、河本大地、小玉敏也、小林亮、佐藤真久、重政子、柴尾智子、進藤由美、鈴木克徳、棚橋乾、永田佳之、中澤静男、中澤哲也、二ノ宮リムさち、藤原一弘、見上一幸、松倉紗野香、安田 昌則

第４期役員（任期は2022年度総会〜2024年度総会）
- 会長： 見上一幸
- 副会長： 重 政子、鈴木克徳
- 理事： 柴尾智子（総務）、河本大地（渉外・広報）、石丸哲史（行事・企画）、小林亮（編集）、安田昌則（会計）、浅井孝司（国際）
- 会計監査： 岩本渉、河野晋也
- 事務局長： 市瀬智紀
- 評議員：浅井孝司、新宮 済、飯田貴也、池田満之、石丸哲史、市瀬智紀、河本大地、北村友人、小澤紀美子、小西美紀、小玉敏也、小林亮、佐藤真久、柴尾智子、鈴木克徳、重政子、辰野まどか、棚橋 乾、手島利夫、中澤静男、長友恒人、松倉紗野香、安田昌則、湯本浩之

#### 歴代会長
| 初代 | 長友恒人 | 2017-2020 |  |                                                   |                                                   |                                                   |                                                   |
| 2代  | 見上一幸 | 2021-2024 |  |                                                   |                                                   |                                                   |                                                   |
| 3代  | 市瀬智紀 | 2024-     |  | 備考：出典は「日本ESD学会ニュースレター」および。 | 備考：出典は「日本ESD学会ニュースレター」および。 | 備考：出典は「日本ESD学会ニュースレター」および。 | 備考：出典は「日本ESD学会ニュースレター」および。 |

### 事務局
- 事務局所在地 - 仙台市青葉区荒巻字青葉149　宮城教育大学　市瀬研究室　気付